# التاريخ التكنولوجي والصناعي للولايات المتحدة
يصف التاريخ التكنولوجي والصناعي للولايات المتحدة ظهور الولايات المتحدة بصفتها إحدى أكثر الدول تقدمًا من الناحية التكنولوجية في العالم. ساهمت عوامل مثل توافر الأرض والعمالة المتعلمة، وغياب الأرستقراطية المالكة، ومكانة ريادة الأعمال، وتنوع المناخ، والأسواق الكبيرة والمتطورة التي يسهل الوصول إليها، في التصنيع السريع في أمريكا. وقد سهل توافر رأس المال، وتطوير السوق الحرة للأنهار الصالحة للملاحة والممرات المائية الساحلية، فضلاً عن وفرة الموارد الطبيعية التي سهلت الاستخراج الرخيص للطاقة، التصنيع السريع في أمريكا. أدى النقل السريع عن طريق السكك الحديدية الكبيرة جدًا التي بُنيت في منتصف القرن التاسع عشر، ونظام الطريق السريع بين الولايات الذي بُني في أواخر القرن العشرين، إلى توسيع الأسواق وخفض تكاليف الشحن والإنتاج. سهل النظام القانوني العمليات التجارية وضَمِن العقود. بعد عزلهم عن أوروبا بسبب الحظر والحصار البريطاني في حرب 1812 (1807-1815)، افتتح رواد الأعمال مصانعًا في الشمال الشرقي مهدت الطريق للتصنيع السريع على غرار الابتكارات البريطانية.
منذ ظهورها كدولة مستقلة، شجعت الولايات المتحدة العلم والابتكار. نتيجةً لذلك، كانت الولايات المتحدة مسقط رأس 161 اختراعًا من بين 321 اختراعًا عظيمًا في موسوعة بريتانيكا، بما في ذلك عناصر مثل الطائرة والإنترنت والرقاقة والليزر والهاتف المحمول والثلاجة والبريد الإلكتروني والميكروويف والكمبيوتر الشخصي وشاشة الكريستال السائل وتكنولوجيا الديود المحثوث بالضوء وتكييف الهواء وخط التجميع والسوبر ماركت والرمز الشريطي (الباركود) وآلة الصراف الآلي.
سُهل التطور التكنولوجي والصناعي المبكر في الولايات المتحدة من خلال التقاء فريد من العوامل الجغرافية والاجتماعية والاقتصادية. أبقى النقص النسبي للعمال الأجور في الولايات المتحدة أعلى بشكل عام من نظرائهم البريطانيين والأوروبيين وقدم حافزًا لمكننة بعض المهام. كان لدى سكان الولايات المتحدة بعض المزايا شبه الفريدة من حيث أنهم كانوا رعايا بريطانيين سابقين، وكان لديهم مهارات عالية في معرفة القراءة والكتابة باللغة الإنجليزية، لتلك الفترة (أكثر من 80% في نيو إنجلاند)، وكان لديهم مؤسسات بريطانية قوية، مع بعض التعديلات الأمريكية الطفيفة للمحاكم والقوانين والحق في التصويت، وحماية حقوق الملكية وفي كثير من الحالات الاتصالات الشخصية بين المبتكرين البريطانيين في الثورة الصناعية. كان لديهم بنية أساسية جيدة للبناء عليها. الميزة الرئيسية الأخرى، التي يفتقر إليها البريطانيون، هي عدم وجود مؤسسات أرستقراطية موروثة. قدم الساحل الشرقي للولايات المتحدة، مع عدد كبير من الأنهار والجداول على طول ساحل المحيط الأطلسي، العديد من المواقع المحتملة لبناء مصانع النسيج اللازمة للتصنيع المبكر. قدم صمويل سلاتر (1768–1835) التكنولوجيا والمعلومات الخاصة بكيفية بناء صناعة النسيج إلى حد كبير، إذ هاجر إلى نيو إنجلاند في عام 1789. وقد درس وعمل في مصانع النسيج البريطانية لعدد من السنوات وهاجر إلى الولايات المتحدة، على الرغم من القيود المفروضة عليه، لتجربة حظه مع المصنعين الأمريكيين الذين كانوا يحاولون إنشاء صناعة نسيج. عُرض عليه شراكة كاملة إذا نجح وقد نجح. ساعد الإمداد الهائل من الموارد الطبيعية والمعرفة التكنولوجية حول كيفية بناء وتشغيل الآلات الضرورية جنبًا إلى جنب مع توفير العمالة للعمال المتنقلين، غالبًا من الإناث غير المتزوجات، على التصنيع المبكر. ساعدت المعرفة الواسعة التي حملها المهاجرون الأوروبيون في فترتين والتي طورت المجتمعات هناك، وهما الثورة الصناعية الأوروبية والثورة العلمية الأوروبية، في تسهيل الفهم لبناء واختراع أعمال وتقنيات تصنيعية جديدة. ساعدت الحكومة ذات الصلاحيات المحدودة التي من شأنها أن تسمح لهم بالنجاح أو الفشل بناءً على استحقاقهم.
بعد انتهاء الثورة الأمريكية عام 1783، واصلت الحكومة الجديدة حقوق الملكية القوية التي أُنشئت في ظل الحكم البريطاني وأقامت قاعدة القانون اللازمة لحماية حقوق الملكية هذه. دُمجت فكرة إصدار براءات الاختراع في المادة الأولى، القسم 8 من الدستور التي تسمح للكونغرس بتعزيز تقدم العلوم والفنون المفيدة من خلال تأمين الحق الحصري للمؤلفين والمخترعين في كتاباتهم واكتشافاتهم لفترات محدودة. جعل اختراع محلج القطن من قبل الأمريكي إيلي ويتني القطن موردًا رخيصًا ومتاحًا بسهولة في الولايات المتحدة لاستخدامه في صناعة النسيج الجديدة.
كان أحد الدوافع الحقيقية لدخول الولايات المتحدة في الثورة الصناعية هو تمرير قانون الحظر لعام 1807، وحرب 1812 (1812–14) والحروب النابليونية (1803-1815) التي قطعت الإمدادات من منتجات الثورة الصناعية البريطانية الجديدة والأرخص تكلفة. قدم نقص الوصول إلى هذه السلع حافزًا قويًا لتعلم كيفية تطوير الصناعات وصناعة سلع أمريكا الخاصة بدلاً من مجرد شراء السلع التي تنتجها بريطانيا.
أظهر باحثو الإنتاجية الحديثة أن الفترة التي حدث فيها أكبر تقدم اقتصادي وتكنولوجي كانت بين النصف الأخير من القرن التاسع عشر والنصف الأول من القرن العشرين. خلال هذه الفترة، تحولت الأمة من اقتصاد زراعي إلى القوة الصناعية الأولى في العالم، بأكثر من ثلث الناتج الصناعي العالمي. ويمكن توضيح ذلك من خلال مؤشر إجمالي الإنتاج الصناعي، الذي زاد من 4.29 في عام 1790 إلى 1.975.00 في عام 1913، بزيادة قدرها 460 مرة (سنة الأساس 1850 - 100).
نالت المستعمرات الأمريكية استقلالها عام 1783 عندما بدأت التغييرات العميقة في الإنتاج الصناعي والتنسيق في تحويل الإنتاج من الحرفيين إلى المصانع. أدى نمو البنية التحتية للنقل في البلاد مع التحسينات الداخلية وحشد الابتكارات التكنولوجية قبل الحرب الأهلية إلى تسهيل التوسع في التنظيم والتنسيق وحجم الإنتاج الصناعي. في مطلع القرن العشرين تقريبًا، حلت الصناعة الأمريكية محل نظيرتها الأوروبية اقتصاديًا وبدأت الأمة في تأكيد قوتها العسكرية. على الرغم من أن الكساد الكبير تحدى زخمها التكنولوجي، إلا أن أمريكا خرجت منه ومن الحرب العالمية الثانية بصفتها إحدى القوتين العظمى عالميًا. في النصف الثاني من القرن العشرين، عندما انجرفت الولايات المتحدة إلى المنافسة مع الاتحاد السوفيتي على الصدارة السياسية والاقتصادية والعسكرية، استثمرت الحكومة بكثافة في البحث العلمي والتطوير التكنولوجي ما أدى إلى حدوث تقدم في رحلات الفضاء والحوسبة والتكنولوجيا الحيوية.
لم يؤدِ العلم والتكنولوجيا والصناعة إلى تشكيل نجاح أمريكا الاقتصادي بعمق فحسب، بل ساهموا أيضًا في مؤسساتها السياسية المتميزة وبنيتها الاجتماعية ونظامها التعليمي وهويتها الثقافية.

## التكنولوجيا ما قبل الأوروبية
كانت أمريكا الشمالية مأهولة بشكل مستمر منذ حوالي 4000 قبل الميلاد. كان السكان الأوائل من البدو الرحل، صيادين وملتقطين للطرائد والثمار الكبيرة الذين عبروا جسر بيرينغ البري. اعتمد هؤلاء الأمريكيون الأصليون الأوائل على رؤوس،الحراب ذات الأحجار المقطعة والحراب البدائية والقوارب المكسوة بجلود الحيوانات للصيد في القطب الشمالي. عندما انتشروا داخل القارة، واجهوا المناخات المعتدلة المتنوعة في شمال غرب المحيط الهادئ، والسهول الوسطى، وغابات الآبالاش، والجنوب الغربي القاحل، حيث بدأوا بإقامة مستوطنات دائمة. بنى الناس الذين يعيشون في شمال غرب المحيط الهادئ منازلًا خشبية، واستخدموا الشباك والقضبان لصيد الأسماك، ومارسوا حفظ الطعام لضمان طول عمر مصادرهم الغذائية، إذ لم تُطور الزراعة الأساسية بعد. ظلت الشعوب التي تعيش في السهول من البدو الرحل إلى حد كبير (مارس بعضهم الزراعة لأجزاء من العام) وأصبحوا عمال جلود بارعين أثناء اصطيادهم للجاموس بينما بنى الأشخاص الذين يعيشون في الجنوب الغربي القاحل مبانٍ من طوب اللبن، وصنعوا الفخار والقطن المحلي والقماش المنسوج. طورت القبائل في الغابات الشرقية ووادي المسيسيبي شبكات تجارية واسعة، وشيدت تلالًا شبيهة بالهرم، ومارست زراعة كبيرة بينما كان السكان الذين يعيشون في جبال الأبلاش وساحل المحيط الأطلسي يمارسون الزراعة الحرجية المستدامة جدًا وكانوا خبراء في صناعة الأخشاب. ومع ذلك، كان عدد سكان هذه الشعوب صغيرًا وكان معدل تغيرهم التكنولوجي منخفضًا للغاية. لم تدجن الشعوب الأصلية الحيوانات من أجل تشغيلها أو تربيتها، أو يُطوروا أنظمة الكتابة، أو يصنعوا أدوات برونزية أو حديدية مثل نظرائهم الأوروبيين/ الآسيويين.